# فالنتين باديا
فالنتين بريفيا (بالرومانية: Valentin Badea)‏ من مواليد 23 أكتوبر 1982 بأليكساندريا، هو لاعب كرة قدم روماني وهو يلعب كمهاجم مع نادي العين، ويعتبر بريفيا أحد اللعبين المحترفين كما أنه يتميز بتسديدة قوية جدا إضافة إلى أنه موهوب من الناحية التقنية.

## روابط خارجية
- فالنتين باديا على موقع الاتحاد الأوربي (الإنجليزية)
- فالنتين باديا على موقع قاعدة بيانات كرة القدم.إي يو (الإنجليزية)
- فالنتين باديا على موقع كووورة